# Simony Diamond
Simony Diamond, född 21 juli 1983 i Budapest i Ungern, är en ungersk porrskådespelerska.  

## Utmärkelser
- 2005 AVN Award nominee – Best Solo Sex Scene – Millionaire[1]
- 2009 Hot d'Or nominee – Best European Actress – Billionaire[2]
- 2010 AVN Award nominee – Best All-Girl Three-Way Sex Scene – Cindy Hope Is Fresh on Cock[3]